# Liste der Kulturdenkmale in Sankt Vith
In der Liste der Kulturdenkmale in Sankt Vith sind alle geschützten Objekte der belgischen Gemeinde Sankt Vith aufgelistet.

## Liste
| Bild           | Bezeichnung                                                         | Lage                                      | Datierung                  | Beschreibung | ID     |
| -------------- | ------------------------------------------------------------------- | ----------------------------------------- | -------------------------- | --- | ------ |
| Weitere Bilder | Kirche Mariä-Himmelfahrt                                            | Neundorf (Karte)                          | 1130                       | | 31033  |
| Weitere Bilder | Alte Schule                                                         | Nieder-Emmels, Nieder-Emmels 39 (Karte)   | 1852                       | die Fassaden und das Dach, mit Ausnahme desjenigen des Nebengebäudes am linken Giebel, das im Jahre 1911 angebaut wurde, der gewölbte Keller mit Brunnen sowie die Treppe als Zugang zu diesem Keller | 31035  |
| Weitere Bilder | Kirche St. Aldegundis                                               | Recht (Karte)                             | 1732                       | Turm mit seinem zwiebelförmigen Helm und flankierenden Anbauten des 18. Jh.s, Chor mit im Innern Fenstern, Gewölbeschlusssteinen, Säulenaufsätzen und Pilastern                                       | 31037  |
| Weitere Bilder | Marienkapelle                                                       | Recht, Dorfstraße (Karte)                 | 1748                       | | 31038  |
| Weitere Bilder | Backhaus                                                            | Recht, Zum Schieferstollen (Karte)        | um 1840                    | | 31036  |
| Weitere Bilder | Schafsbrücke                                                        | Recht (Karte)                             |                            | | 31039  |
| Weitere Bilder | Rodter Buchen                                                       | (Karte)                                   |                            | | 31050  |
| Weitere Bilder | Kirche St. Antonius (Turm und Chor)                                 | Crombach (Karte)                          | 16. Jahrhundert            | | 31026  |
| Weitere Bilder | Kirche St. Laurentius mit Friedhofsmauer und Umgebung               | Mackenbach (Karte)                        | um 1500                    | | 31034  |
| Weitere Bilder | Büchelturm                                                          | Büchelstraße (Karte)                      | 1350                       | | 31040  |
| Weitere Bilder | Antoniusbaum und Umgebung                                           | (Karte)                                   |                            | | 31049  |
| Weitere Bilder | Schloss Wallerode (Fassaden und Dächer)                             | Wallerode, Wallerode 17 (Karte)           | Mitte des 17. Jahrhunderts | | 31003  |
| Weitere Bilder | Kapelle St. Bartholomäus, 13 Linden, Friedhof und Einfriedungsmauer | Wiesenbach, Wiesenbacherstraße 50 (Karte) |                            | | 30998  |
| Weitere Bilder | Belgisch-Preußische Grenzsteine (93-111)                            | (Karte)                                   | 19. Jahrhundert            | | 31215  |
| Weitere Bilder | Hügelgräber „Schinkelsknopf“                                        | Galhausen (Karte)                         |                            | | 31299  |
| Weitere Bilder | Hügelgräber „Auf der Lieg“                                          | Neundorf (Karte)                          |                            | | 31490  |
|                | Burgruine Sankt Vith                                                | Zur Burg (Karte)                          | 13. bis 14. Jahrhundert    | | 110114 |